# 貝龍 (明尼蘇達州)
貝龍（英語：Beroun）是位於美國明尼蘇達州派恩縣米申克里克鎮區的一個非建制地區。

## 歷史
貝龍於約1882年成立，原名布朗斯米爾（Brown's Mill），1895年改為現稱，現稱得名自捷克城鎮貝龍。貝龍的郵局於1895年設立，其後於1993年停運。

## 地理
貝龍所處的海拔為高於海平面297米（即974英呎），而該地所採用的時區為UTC-6，即北美中部時區（CST）。同時該地設有夏令時間，為UTC-6調快一小時，即UTC-5（CDT）。